# Leptodactylus araucaria
Leptodactylus araucaria är en groddjursart som först beskrevs av Axel Kwet och Angulo 2002.  Leptodactylus araucaria ingår i släktet Leptodactylus och familjen tandpaddor. IUCN kategoriserar arten globalt som livskraftig. Inga underarter finns listade i Catalogue of Life.